# Hồ chứa Włocławek
Hồ chứa Włocławek (tiếng Ba Lan: Zbiornik Włocławski) là một vùng nước thuộc dòng chảy của sông Trung Vistula xuất hiện vào năm 1970 sau khi xây dựng một con đập ở Włocławek. Chiều dài của hồ chứa là 58 km từ Włocławek đến Płock, chiều rộng trung bình là 1,2 km. Đây là hồ chứa lớn nhất ở Ba Lan.
Do lượng chất hữu cơ đáng kể trong bể (xấp xỉ 11,5% trọng lượng khô của trầm tích), nó phát ra khoảng 400 mg khí mêtan trên diện tích 1 mét vuông (chiếm khoảng 27% tổng lượng khí thải ra từ trầm tích trung bình 3114 ml m−2 d1). Vì lý do này, được coi là một nguồn phát thải khí nhà kính quan trọng.

## Chức năng
Hồ có ba chức năng cơ bản:
- Duy trì - trong thời gian lũ lụt trên hồ chứa sông Vistula giữ lại một phần lớn nước lũ;
- Năng lượng - trên đập ở Wloclawek là nhà máy thủy điện Wloclawek;
- Du lịch - Hồ Wloclawski được phát triển sau các trung tâm du lịch: Zarzeczewo, Wistka Kings, lens ' Murzynowo .

## Chống lũ lụt
Bể chứa Wloclawek về cơ bản là tức thời. Từ khoảng 2004. Trong trường hợp mực nước cao, nó sẽ hoạt động như một bể chứa.

### Lũ 2010
Vào ngày 17 tháng 5 tại đập ở Wloclawek xả thải (3.000 m³/s), chuẩn bị cho sự xuất hiện của sóng lũ. Dòng chảy ngày 22 tháng 5 là 6.000 m³/s, ảnh chụp nhanh đã lên tới 5.700 m³ / s. Trong lúc cao trào giả định là 6,300 m³/s. Ngày 23 tháng 5, lúc 14 giờ, sóng cực đại đã đến Wloclawek, nhưng mực nước thấp hơn dự kiến ban đầu, do vỡ một con đập ở thị trấn Świniary dưới iem Plock.

### Lũ lụt 2014
Trong trận lụt Vistula ngày 22 tháng 5 năm 2014. Đối với Hồ chứa Włocławski ảnh hưởng đến 4900 m³/s, lưu lượng tại thời điểm đó là 4300 m³/s. Do đó, họ đã cố gắng làm giảm đi sóng lũ lụt và giảm nguy cơ lũ lụt ở phần dưới của Vistula.